# Olivaint Genootschap van België
Het Koninklijk Olivaint Genootschap van België vzw is een Belgische pluralistische, apolitieke en onafhankelijke studentenvereniging gesticht in 1954. Het doel is voornamelijk het vormen van personen die later professionele verantwoordelijkheden zullen dragen. Het genootschap is een vormingscentrum voor Nederlandstalige en Franstalige studenten (iedereen spreekt zijn taal en verstaat de anderen) van Belgische hogescholen en universiteiten. Het Olivaint Genootschap is ontstaan naar voorbeeld van het in Frankrijk gestichte Conférence Olivaint. Elke student die 2 jaar hoger onderwijs heeft gevolgd en akkoord gaat met de principes van het genootschap kan lid worden. Het aantal leden is jaarlijks gelimiteerd tot 50. Kandidaten moeten hun CV met een schriftelijke motivatie indienen en ondergaan daarna een selectie-interview door de raad van bestuur van de Conferentie.

Het bestuur beheersen om te leren besturen.
— slogan van het genootschap

Kenmerkend aan de vereniging is dat de mannelijke leden een 'Olivaint das' dragen met het logo van het genootschap tijdens de activiteiten.
De vereniging is lid van de Politeia Community, een internationaal netwerk van gelijkaardige organisaties. Daarnaast heeft het genootschap ook een samenwerking met de Oxford Union Society.

## Activiteiten
Het Olivaint Genootschap geeft aan de hand van zijn activiteiten een vorming die vooral gebaseerd is op pluralistische en multidisciplinaire waarden. Doordat het Olivaint Genootschap zich richt tot studenten uit de beide gemeenschappen speelt tweetaligheid hierbij een belangrijke rol. Gedurende het academische jaar worden er 10 vergaderingen op zaterdagnamiddag gehouden in de Universitaire Stichting te Brussel. Tijdens deze thematische vergaderingen houden de studenten mondelinge spreekoefeningen volgens het principe van de Chatham House Rule. Na de spreekoefeningen komt er een prominent figuur uit de politieke, economische, culturele of sociale wereld spreken, waarna de studenten in debat treden. Bovenop de thematische vergaderingen moeten de leden ook journalistieke teksten schrijven voor het tijdschrift van het Olivaint Genootschap Contact dat verdeeld wordt tijdens de vergaderingen. Jaarlijks wordt er ook een publiek toegankelijk welsprekendheidstornooi gehouden, dat gesponsord wordt door het fonds Fonds Baillet Latour . Het academiejaar wordt tijdens de zomer afgesloten met een buitenlandse studiesessie.

## Bekende alumni
Het Olivaint Genootschap beschikt over een netwerk van meer dan 1100 alumni. Onder de alumni zitten veel leden uit adellijke families. De oud-leden komen samen in de jaarlijkse alumnivergadering.
- Jonkheer Jacques van Ypersele de Strihou
- François-Xavier de Donnea
- Hélène De Beir
- Raynier van Outryve d'Ydewalle
- Philippe Haspeslagh
- Alexia Bertrand[10]
- John-Eric Bertrand, CEO Ackermans & van Haaren
- Jean-Luc Dehaene[11]
- Henri Tulkens
- Jean-Pierre de Buck van Overstraeten
- Baron Marc Bossuyt
- Baron Francis Delpérée
- Philippe de Buck van Overstraeten
- Bernard Lietaer
- Bernard Snoy
- Luc Geuten
- Philippe Lambrecht